# Paola Velasco Pinedo
Paola Andrea Velasco Pinedo, née à Cochabamba en 1988, est la première femme pilote bolivienne qui est devenue commandante de bord en 2014.

## Biographie
Fille de Paúl Velasco venant de Santa Cruz de la Sierra et de Sandra Pinedo venant du département du Beni, elle est l'aînée de ses trois frères. Dans son enfance, elle était passionnée de musique, notamment de violon. Elle prend l'avion pour la première fois à neuf ans et est stupéfaite qu'une machine aussi grosse puisse s'élever avec des centaines de personnes à bord. C'est à ce moment qu'elle s'instruit afin de prendre part au monde aéronautique. Sa famille pense d'abord qu'il s'agit d'un rêve passager mais quand elle termine le collège et qu'elle choisit ses études, ils décident de lui offrir son rêve. Quand elle termine son bachelor, elle intègre l'école de l'aviation civile à l'aéroport El Trompillo. Elle obtient son diplôme à dix-sept ans.

### Carrière
En 2007, elle est convoquée à Aerosur et signe avec cette compagnie son premier contrat de travail à dix-huit ans en tant que mécanicienne navigante. Après cinq années à ce poste, elle est promue copilote et rempli cette fonction pendant trois ans. Elle rejoint la Boliviana de Aviación en 2014 à vingt-six ans et devient commandante de bord, la première de Bolivie et une des plus jeune d'Amérique latine.